# Libańska Partia Komunistyczna
Libańska Partia Komunistyczna (arab.: الـحـزب الشـيـوعـي اللبـنـانـي) – lewicowa partia polityczna, działająca w Libanie. Została założona w 1924 roku. Mimo że większość przywódców partii wywodziła się z rodzin chrześcijańskich, w okresie libańskiej wojny domowej należała ona do lewicowego, propalestyńskiego i w większości muzułmańskiego Libańskiego Ruchu Narodowego, a następnie Libańskiego Narodowego Frontu Oporu. Jej zbrojne ramię, Gwardia Ludowa walczyła zbrojnie z Siłami Libańskimi, Armią Południowego Libanu i Izraelem. Libańska Partia Komunistyczna nawiązała przyjazne stosunki z Syrią. Na początku XXI wieku część czołowych działaczy (m.in. George Hawi i Elias Atallah) opuściło ugrupowanie, tworząc w 2004 roku antysyryjski Demokratyczny Ruch Lewicy.

## Historia
Libańska Partia Komunistyczna została oficjalnie założona 24 października 1924, w miejscowości Hadath, na południe od Bejrutu. Pierwsze spotkanie składało się z pracowników związkowych, tworzących po raz pierwszy w Libanie niezależne związki zawodowe (wcześniej związki zawodowe były kontrolowane przez Francuzów). W spotkaniu uczestniczyli również uczeni, naukowcy, pisarze i dziennikarze, którzy aktywnie promowali idee rewolucji francuskiej i byli zaznajomieni z pismami Karola Marksa i Fryderyka Engelsa. Początkowo partia nosiła nazwę "Libańska Partia Ludowa", próbując ominąć francuski zakaz działalności "bolszewickiej". Partia została uznana za nielegalną, ale zakaz został odwołany podczas II wojny światowej.
W ciągu pierwszych dwóch dekadach niepodległości Libanu, komuniści nie odnosili większych sukcesów. W 1943 roku partia brała udział w wyborach parlamentarnych, ale nie udało się jej zdobyć żadnych mandatów w Izbie Deputowanych. Partia komunistyczna ponownie wystartowała w 1947 roku i tym razem nie odniosła większych sukcesów. W 1948 roku rząd zdelegalizował partię, a jej członkowie kontynuowali działalność w podziemiu. W połowie lat 60. Departament Stanu USA oszacował liczbę członków partii na około trzech tysięcy. W 1970 minister spraw wewnętrznych Kamal Jumblatt ponownie zalegalizował partię. Pozwoliło to wielu przywódcom partii, w tym sekretarzowi generalnemu, Nicolasowi Shawi na start w wyborach w 1972 roku. Choć kandydaci komunistów zdobyli po kilka tysięcy głosów, żaden z nich nie uzyskał miejsca w parlamencie.
Na początku lat 70., komuniści założyli dobrze wyszkoloną milicję o nazwie Gwardia Ludowa. Gwardia Ludowa aktywnie uczestniczył w walkach na początku libańskiej wojny domowej. Partia wraz z milicją dołączyła do propalestyńskiego bloku skupiającego głównie partie muzułmańskie (choć członkowie partii byli głównie wyznania chrześcijańskiego, (głównie kościoła greckokatolickiego i ormiańskiego). W trakcie wojny domowej zwalczała prawicowo-radykalne grupy chrześcijańskie, Armię Południowego Libanu, fundamentalistów islamskich i wojska Izraela. W latach 80. wpływy komunistów spadły. W 1983 Trypolisie sunniccy bojówkarze z Islamskiego Ruchu Zjednoczenia (Tawhid), zabili pięćdziesięciu komunistów a do 1987 roku z rąk islamskich fundamentalistów zginęło wielu przywódców partii i członków partii. W 1987 wraz z druzami z Socjalistycznej Partii Postępu, partia komunistyczna przez tydzień walczyła z bojówkami szyickimi z Ruchu Amal w Zachodnim Bejrucie, konflikt, został powstrzymany przez wojska syryjskie. W tym samym roku odbył się V Zjazd Partii.
Na początku XXI wieku część czołowych działaczy (m.in. George Hawi i Elias Atallah) opuściło ugrupowanie, tworząc w 2004 roku antysyryjski Demokratyczny Ruch Lewicy. W 2006 roku oddziały zbrojne komunistów wraz z Hezbollahem wzięły udział w II wojnie libańskiej przeciw Izraelowi.